# JK Tabasalu
El JK Tabasalu es un equipo de fútbol de Estonia que juega en la Esiliiga, la segunda división nacional.

## Historia
Fue fundado en noviembre de 2012 en la ciudad de Tabasalu y sus primeras temporadas fueron exitosas: finalizaron en segundo lugar en su primera temporada en la IV liiga y la III liiga en 2014. En la cuarta división usualmente finalizaba entre los primeros lugares de la table. En 2018 contrataron al exentrenador del FCI Levadia Marko Kristal y pasaron a ser contendientes en la II liiga.
En 2018 finalizaron en tercer lugar, pero como el Paide Linnameeskond III no era elegible para el ascenso, lograron el acceso a la ronda de play-offs. Venceron al FCI Tallinn luego de que ellos utilizaran a un jugador inelegible. En la ronda final enfrentaron al Lasnamäe Ajax,al que venceron en ambos partidos por 3:0 y 4:1 y ascendieron a la Esiliiga B.
En su debut en la Esiliiga B iban en último lugar luego de 17 jornadas, pero luego obtuvieron puntos que los situaron a nueve puntos de distancis de los puestos de descenso. Al finalizar la temporada Marko Kristal pasó a dirigir al Nõmme Kalju. Al año siguiente llegaron hasta los cuartos de final de la Copa de Estonia y en la liga terminaron en cuarto lugar. Lograro nuevamente llegar a los play-offs por el ascenso, pero perideron ambos partidos por 1:3 y 1:5 ante el Pärnu JK.
El JK Tabasalu después generó un numeroso grupo de aficionados y fundó varios equipos de categoría menor. En 2018 mientras era equipo de la II liiga, promediaba 321 espectadores por partido, el cuarto promedio más alto de la liga. Sus jugadores jóvenes hacían pruebas en el Bologna, Chievo Verona y Padova.